# قدوة (إسلام)
القدوة من المصطلحات التي وردت في القرآن الكريم ، وقد ساق الله تعالى الكثير من سير الأنبياء والصالحين وأمر بالاقتداء بهم ، كما قال تعالى : ﴿أُولَئِكَ الَّذِينَ هَدَى اللهُ فَبِهُدَاهُمُ اقْتَدِهْ﴾ ؛لأن للقدوة أثرًا عظيمًا في بناء المقتدي ، وصياغة شخصيته ، وتنمية قدراته ؛ ولهذا فإن الله - عز وجل - بعث الرسل إلى أُممهم لتبليغ دعوته قولاً وعملاً ؛ ليرى الخلق الدعوة تتجسد في واحدٍ منهم ، يأكل كما يأكلون ، ويشرب كما يشربون ؛ فيتأثروا به ، ويقتدوا به ؛ فيعملون بعمله ، ويأتسون بخلقه.

## تعريف القدوة
لغة :
```
قال 
ابن فارس
 : 
```

« ( قدو ) القاف والدال والحرف المعتل : أصل صحيح يدلُّ على اقتباس بالشيء واهتداء ، ومُقادَرة في الشيء حتى يأتي به مساريًا لغيره. من ذلك قولهم : فلان قُدوةٌ ( بضم القاف وكسرها ) : يقتدى به. ويقولون : إن القَدْوَ : الأَصل الذي يتشعب منه الفروع ». 
وقال ابن منظور : 
« والقُدْوَةُ والقِدْوةُ : الأُسوةُ. يقال : فلانٌ قُدوة يُقتدَى به ».
اصطلاحًا :
```
قال الشيخ 
محمد الأمين الشنقيطي
 في تفسير قوله تعالى : 
﴿
قَدْ كَانَتْ لَكُمْ أُسْوَةٌ حَسَنَةٌ فِي إِبْرَاهِيمَ وَالَّذِينَ مَعَهُ … 
﴾
«
 الأسوة كالقُدوة ، وهي اتباع الغير على الحالة التي يكون عليها حسنةً أو قبيحة 
»
[
3
]
```

المصطلحات المقاربة : 
- الأسوة

قال ابن منظور : « الأُسوةُ والإسوةُ : القدوة ، ويقال : ائتسي به ، أي : اقتدِ به ، وكن مثله. قال الليث : فلان يأتسي بفلانٍ أي يرضى لنفسه ما رضيهُ ويقتدي به ». فالأسوة هي القدوة سواء بسواء.

## أنواع القدوة

### القدوة الحسنة
```
رسول الله هو القدوة العظمى ، والأسوة الكبرى ، صاحب الخلق الأكمل والمنهج الأعظم ، وفيه يقول الله تعالى : 
﴿
قَدْ كَانَتْ لَكُمْ أُسْوَةٌ حَسَنَةٌ فِي إِبْرَاهِيمَ وَالَّذِينَ مَعَهُ … 
﴾
. قال القرطبي : 
«
 واختلف في هذه الأسوة بالرسول عليه السلام : هل هي على الإيجاب ، أو على الاستحباب. على قولين : أحدهما : على الإيجاب حتى يقوم دليل على الاستحباب ، والثاني : على الاستحباب حتى يقوم دليل على الإيجاب. ويحتمل أن يحمل على الإيجاب في أمور الدين ، وعلى الاستحباب في أمور الدنيا 
»
[
5
]
 ويمكن أن يقال ما دلَّ الدليل على إيجابه ، فيجب الائتساء به ، وما دلَّ الدليل على استحبابه فيستحب ، وما دلَّ على الإباحة فهو مباح..وكذلك الاقتداء يكون بعباد الله الصالحين ممن هم دون الأنبياء : قال الله تعالى : 
﴿
قَدْ كَانَتْ لَكُمْ أُسْوَةٌ حَسَنَةٌ فِي إِبْرَاهِيمَ وَالَّذِينَ مَعَهُ 
﴾
. قال القرطبي في قوله تعالى : (وَالَّذِينَ مَعَهُ): 
«
 يعني أصحاب إبراهيم من المؤمنين 
»
.
```

### القدوة السيئة
القدوة السيئة : 
وهي الأسوة المرفوضة ، والاتباع المنهي عنه ؛ لما يشتمل من مفاسد العقائد والأهواء والبدع والضلالات.. وقد حذّر منها القرآن الكريم والرسول الأمين ؛ وذلك عبر صور عديدة ، منها : النهي عن اتباع الفاسد من عقائد الآباء ، قال الله تعالى : ﴿وَإِذَا قِيلَ لَهُمُ اتَّبِعُوا مَا أَنْزَلَ اللهُ قَالُوا بَلْ نَتَّبِعُ مَا أَلْفَيْنَا عَلَيْهِ آبَاءَنَا أَوَلَوْ كَانَ آبَاؤُهُمْ لاَ يَعْقِلُونَ شَيْئًا وَلاَ يَهْتَدُونَ ﴾، وقال عز وجل : ﴿بَلْ قَالُوا إِنَّا وَجَدْنَا آبَاءَنَا عَلَى أُمَّةٍ وَإِنَّا عَلَى آثَارِهِم مُّهْتَدُونَ * وَكَذَلِكَ مَا أَرْسَلْنَا مِن قَبْلِكَ فِي قَرْيَةٍ مِّن نَّذِيرٍ إِلاَّ قَالَ مُتْرَفُوهَا إِنَّا وَجَدْنَا آبَاءَنَا عَلَى أُمَّةٍ وَإِنَّا عَلَى آثَارِهِم مُّقْتَدُونَ * قُلْ أَوَلَوْ جِئْتُكُمْ بِأَهْدَى مِمَّا وَجَدتُّمْ عَلَيْهِ آبَاءَكُمْ قَالُوا إِنَّا بِمَا أُرْسِلْتُمْ بِهِ كَافِرُونَ ﴾.

## نماذج من الاقتداء
عن النعمان بن سالم ، عن عمرو بن أوس قال : حدثني عنبسةُ بنُ أبي سفيان في مرضه الذي مات فيه ، قال : سمعت أمَّ حبيبة تقول : سمعت رسولَ الله يقول : « من صلى اثنتي عشرة ركعة في يوم وليلة بُني له بهن بيتٌ في الجنة ». قالت أم حبيبة : فما تركتهن منذ سمعتهن من رسول الله. وقال عنبسةُ : فما تركتهن منذ سمعتهن من أم حبيبة. وقال عمرو بن أوس : ما تركتهن منذ سمعتهن من عنبسة. وقال النعمان بن سالم : ما تركتهن منذ سمعتهن من عمرو بن أوس.

## وصلات خارجية
- موقع الألوكة : القدوة الحسنة في القرآن الكريم
- إسلام ويب : القدوة أهم عنصر في تربية الأجيال